# 臺灣袋蛛
臺灣袋蛛（学名：Clubiona taiwanica）为袋蛛科袋蛛屬下的一个种。